# Ponorel
Ponorel (en húngaro: Aranyosponor) es una aldea situada en el noroeste de Condado de Alba en Rumanía. Pertenece administrativamente a la comuna de Vidra. 

## Historia
Existen referencias a Ponorel desde 1850 cando se abrió la escuela pública (de religión ortodoxa griega). La escuela fue abierta por Andrei Saguna.

## Demografía
Según el censo de 2002, Ponorel contaba con una población de 56 habitantes.